# Kym Crosby
Kym Crosby, née le 14 février 1993 à Marysville (Californie), est une athlète handisport américaine concourant en T13 pour les athlètes ayant une déficience visuelle. Elle détient six médailles mondiales (2 argent, 4 bronze) et trois médailles paralympiques (toutes en bronze).

## Carrière
Kym Crosby est née atteinte d'albinisme, elle est considérée comme légalement aveugle. Elle fait ses études à l'université d'État de Californie à Chico et concoure en NCAA.
Pour ses débuts internationaux, elle rafle l'argent sur le 200 m et le bronze sur le 100 m T13 aux championnats du monde 2015. L'année suivante, elle rafle le bronze sur le 100 m T13 et termine 4e du 400 m T13.
Aux Jeux paralympiques d'été de 2020, elle remporte la médaille de bronze du 100 m T13 derrière l'Espagnole Adiaratou Iglesias Forneiro et l'Azérie Lamiya Valiyeva. Elle remporte le même métal sur le 400 m T13.

## Palmarès

### Jeux paralympiques
- médaille de bronze du 100 m T13 aux Jeux paralympiques d'été de 2016 à Rio de Janeiro
- médaille de bronze du 100 m T13 aux Jeux paralympiques d'été de 2020 à Tokyo
- médaille de bronze du 400 m T13 aux Jeux paralympiques d'été de 2020 à Tokyo

### Championnats du monde
- médaille d'argent du 200 m T13 aux Championnats du monde 2015 à Doha
- médaille d'argent du 100 m T13 aux Championnats du monde 2019 à Dubaï
- médaille de bronze du 100 m T13 aux Championnats du monde 2015 à Doha
- médaille de bronze du 100 m T13 aux Championnats du monde 2017 à Londres
- médaille de bronze du 200 m T13 aux Championnats du monde 2017 à Londres
- médaille de bronze du 200 m T13 aux Championnats du monde 2019 à Dubaï